# Fiumicello Fiumicelli
Fiumicello Fiumicelli (Bibbiena, 11 giugno 1898 – Arezzo, 18 dicembre 1962) è stato un politico e radiologo italiano.

## Biografia
Partecipò alla grande guerra, rimanendo ferito sul Piave, ottenendo la medaglia d'argento e la qualifica di mutilato di guerra.
Fu tra i fondatori del Fascio della Nuova Italia di Arezzo nel febbraio 1919 e si iscrisse al Partito Nazionale Fascista l'8 gennaio 1921. Nel 1923 si laureò in medicina all'Università di Bologna. Candidato per il consiglio comunale aretino alle elezioni del 1923, risultò eletto, e il 23 agosto venne eletto anche sindaco di Arezzo, primo sindaco fascista della città.
 Il 24 maggio 1924 concesse la cittadinanza onoraria di Arezzo a Benito Mussolini. A causa di dissidi tra le varie fazioni interne al PNF, Fiumicelli si dimise dalla carica l'8 luglio 1924.
Tra i vari incarichi ricoperti durante il ventennio fascista, si ricordano: consigliere del Centro di cultura e propaganda fascista (1928-1930), membro della Consulta municipale (1928-1937), membro del rettorato della Provincia di Arezzo (1929-1935) e vice-segretario locale del partito (1932). Dopo la caduta del governo Mussolini e la nascita della Repubblica di Salò, non si iscrisse al Partito Fascista Repubblicano.
Sposato con Nella Maria Bonini, prima donna radiologo italiana, lavorò con la moglie nello studio di radiologia aperto nel 1929. Nel 1941 dette alle stampe il volume L'esame radiologico nella pratica degli infortuni. Collaborò inoltre con gli ospedali di Arezzo, Grosseto e Siena e con l'Istituto Radium di Parigi.
Nel dopoguerra fu membro della commissione comunale accertamento redditi dal 1957 al 1960 e ottenne l'onorifico di commendatore della Repubblica. Morì ad Arezzo il 18 dicembre 1962.